# Населення Бахрейну
Населення Бахрейну. Чисельність населення країни 2015 року становила 1,346 млн осіб (156-те місце у світі). За оцінками ООН, мігранти становлять майже половину наявного населення країни. Чисельність бахрейнців стабільно збільшується, народжуваність 2015 року становила 13,66 ‰ (144-те місце у світі), смертність — 2,69 ‰ (222-ге місце у світі), природний приріст — 2,41 % (31-ше місце у світі) . 

## Природний рух

### Відтворення
Народжуваність у Бахрейні, станом на 2015 рік, дорівнює 13,66 ‰ (144-те місце у світі). Коефіцієнт потенційної народжуваності 2015 року становив 1,78 дитини на одну жінку (156-те місце у світі).
Смертність у Бахрейні 2015 року становила 2,69 ‰ (222-ге місце у світі).
Природний приріст населення в країні 2015 року становив 2,41 % (31-ше місце у світі).

### Вікова структура

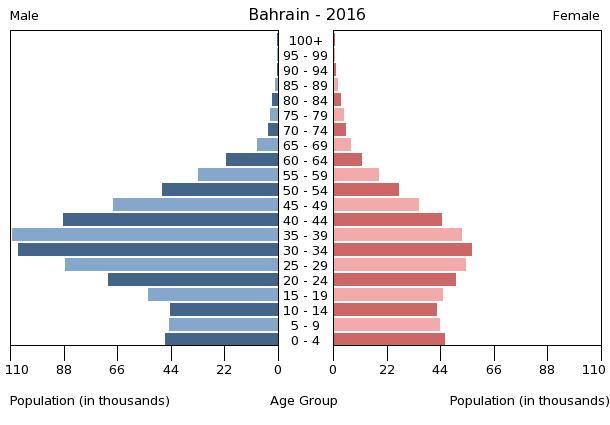
Віково-статева піраміда населення Бахрейну, 2016 рік

Середній вік населення Бахрейну становить 32,1 року (99-те місце у світі): для чоловіків — 33,5, для жінок — 29,3 року. Очікувана середня тривалість життя 2015 року становила 78,73 року (51-ше місце у світі), для чоловіків — 76,53 року, для жінок — 80,98 року.
Вікова структура населення Бахрейну, станом на 2015 рік, мала такий вигляд:
- діти віком до 14 років — 19,48 % (133 201 чоловік, 129 140 жінок);
- молодь віком 15—24 роки — 15,84 % (120 073 чоловіки, 93 181 жінка);
- дорослі віком 25—54 роки — 56,13 % (494 405 чоловіків, 261 399 жінок);
- особи передпохилого віку (55—64 роки) — 5,79 % (50 466 чоловіків, 27 501 жінка);
- особи похилого віку (65 років і старіші) — 2,77 % (18 092 чоловіки, 19 154 жінки)[1].

## Розселення
Густота населення країни 2015 року становила 1812,2 особи/км² (7-ме місце у світі).

### Урбанізація
Бахрейн надзвичайно урбанізована країна. Рівень урбанізованості становить 88,8 % населення країни (станом на 2015 рік), темпи зростання частки міського населення — 1,71 % (оцінка тренду за 2010—2015 роки).
Головні міста держави: Манама (столиця) — 411,0 тис. осіб (дані за 2015 рік).

### Міграції
Річний рівень імміграції 2015 року становив 13,09 ‰ (6-те місце у світі). Цей показник не враховує різниці між законними і незаконними мігрантами, між біженцями, трудовими мігрантами та іншими.
Бахрейн є країною-спостерігачем в Міжнародної організації з міграції (IOM).

## Расово-етнічний склад
| Етнічний склад (2010 рік) | Етнічний склад (2010 рік) | Етнічний склад (2010 рік) | Етнічний склад (2010 рік) | Етнічний склад (2010 рік) |
| ------------------------- | ------------------------- | ------------------------- | ------------------------- | ------------------------- |
| Етнос:                    |                           |                           | Відсоток:                 |                           |
| бахрейнці                 | бахрейнці                 |                           | 46%                       | 46%                       |
| азіати                    | азіати                    |                           | 45.5%                     | 45.5%                     |
| араби                     | араби                     |                           | 4.7%                      | 4.7%                      |
| африканці                 | африканці                 |                           | 1.6%                      | 1.6%                      |
| європейці                 | європейці                 |                           | 1%                        | 1%                        |
| інші                      | інші                      |                           | 1.2%                      | 1.2%                      |

Головні етноси країни: бахрейнці — 46 %, азіати — 45,5 %, араби — 4,7 %, африканці — 1,6 %, європейці — 1 %, інші — 1,2 % населення (оціночні дані за 2010 рік).

## Мови
| Мови Бахрейну (2015 рік) | Мови Бахрейну (2015 рік) | Мови Бахрейну (2015 рік) | Мови Бахрейну (2015 рік) | Мови Бахрейну (2015 рік) |
| ------------------------ | ------------------------ | ------------------------ | ------------------------ | ------------------------ |
| Мова:                    |                          |                          | Відсоток:                |                          |
| арабська                 | арабська                 |                          | %                        | %                        |
| англійська               | англійська               |                          | %                        | %                        |
| фарсі                    | фарсі                    |                          | %                        | %                        |
| урду                     | урду                     |                          | %                        | %                        |

Офіційна мова: арабська. Інші поширені мови: англійська, фарсі, урду.

## Релігії
| Релігії в Бахрейні (2009 рік) | Релігії в Бахрейні (2009 рік) | Релігії в Бахрейні (2009 рік) | Релігії в Бахрейні (2009 рік) | Релігії в Бахрейні (2009 рік) |
| ----------------------------- | ----------------------------- | ----------------------------- | ----------------------------- | ----------------------------- |
| Віросповідання:               |                               |                               | Відсоток:                     |                               |
| мусульмани                    | мусульмани                    |                               | 70.3%                         | 70.3%                         |
| християни                     | християни                     |                               | 14.5%                         | 14.5%                         |
| індуїсти                      | індуїсти                      |                               | 9.8%                          | 9.8%                          |
| буддисти                      | буддисти                      |                               | 2.5%                          | 2.5%                          |
| юдаїзм                        | юдаїзм                        |                               | 0.6%                          | 0.6%                          |
| місцеві вірування             | місцеві вірування             |                               | 1%                            | 1%                            |
| атеїсти                       | атеїсти                       |                               | 1.9%                          | 1.9%                          |
| інші                          | інші                          |                               | 0.2%                          | 0.2%                          |

Головні релігії й вірування, які сповідує, і конфесії та церковні організації, до яких відносить себе населення країни: іслам — 70,3 %, християнство — 14,5 %, індуїзм — 9,8 %, буддизм — 2,5 %, юдаїзм — 0,6 %, місцеві вірування — 1 %, не сповідують жодної — 1,9 %, інші — 0,2 % (станом на 2010 рік).

## Освіта
Рівень письменності 2015 року становив 95,7 % дорослого населення (віком від 15 років): 96,9 % — серед чоловіків, 93,5 % — серед жінок.
Державні витрати на освіту становлять 2,6 % ВВП країни, станом на 2012 рік (153-тє місце у світі).

## Охорона здоров'я
Забезпеченість лікарями в країні на рівні 0,92 лікаря на 1000 мешканців (станом на 2012 рік). Забезпеченість лікарняними ліжками в стаціонарах — 2,1 ліжка на 1000 мешканців (станом на 2012 рік). Загальні витрати на охорону здоров'я 2014 року становили 5 % ВВП країни (165-те місце у світі).
Смертність немовлят до 1 року, станом на 2015 рік, становила 9,35 ‰ (142-ге місце у світі); хлопчиків — 10,4 ‰, дівчаток — 8,26 ‰. Рівень материнської смертності 2015 року становив 15 випадків на 100 тис. народжень (138-ме місце у світі).
Бахрейн входить до складу ряду міжнародних організацій: Міжнародного руху (ICRM) і Міжнародної федерації товариств Червоного Хреста і Червоного Півмісяця (IFRCS), Дитячого фонду ООН (UNISEF), Всесвітньої організації охорони здоров'я (WHO).

### Захворювання
Кількість хворих на СНІД невідома, дані про відсоток інфікованого населення в репродуктивному віці 15—49 років відсутні. Дані про кількість смертей від цієї хвороби за 2014 рік відсутні.
Частка дорослого населення з високим індексом маси тіла 2014 року становила 34,1 % (20-те місце у світі).

### Санітарія
Доступ до облаштованих джерел питної води 2015 року мало 100 % населення в містах і 100 % у сільській місцевості; загалом 100 % населення країни. Відсоток забезпеченості населення доступом до облаштованого водовідведення (каналізація, септик): в містах — 99,2 %, в сільській місцевості — 99,2 %, загалом по країні — 99,2 % (станом на 2015 рік). Споживання прісної води, станом на 2003 рік, дорівнює 0,36 км³ на рік, або 386 тонн на одного мешканця на рік: з яких 50 % припадає на побутові, 6 % — на промислові, 45 % — на сільськогосподарські потреби.

## Соціально-економічне становище
Співвідношення осіб, що в економічному плані залежать від інших, до осіб працездатного віку (15—64 роки) загалом становить 31,4 % (станом на 2015 рік): частка дітей — 28,2 %; частка осіб похилого віку — 3,2 %, або 31,6 потенційно працездатного на 1 пенсіонера. Загалом ці показники характеризують рівень потреби державної допомоги в секторах освіти, охорони здоров'я і пенсійного забезпечення, відповідно. Дані про відсоток населення країни, що перебуває за межею бідності, відсутні. Дані про розподіл доходів домогосподарств у країні відсутні.
Станом на 2012 рік, у країні 41,32 тис. осіб не має доступу до електромереж; 98 % населення має доступ, в містах цей показник дорівнює 98 %, у сільській місцевості — 93 %. Рівень проникнення інтернет-технологій надзвичайно високий. Станом на липень 2015 року в країні налічувалось 1,259 млн унікальних інтернет-користувачів (116-те місце у світі), що становило 93,5 % загальної кількості населення країни.

### Трудові ресурси
Загальні трудові ресурси 2015 року становили 759,4 тис. осіб, 44 % з яких не є уродженцями країни (150-те місце у світі). Зайнятість економічно активного населення в господарстві країни розподіляється таким чином: аграрне, лісове і рибне господарства — 1 %; промисловість і будівництво — 32 %; сфера послуг — 67 % (станом на 2004 рік). Безробіття 2014 року дорівнювало 4,1 % працездатного населення, 2013 року — 4,3 % (36-те місце у світі); серед молоді у віці 15—24 років ця частка становила 5,3 %, серед юнаків — 2,6 %, серед дівчат — 12,2 % (127-ме місце у світі). Офіційна статистика не відображає реальний стан у суспільстві із зайнятістю трудових мігрантів.

## Кримінал

### Торгівля людьми
Згідно зі щорічною доповіддю про торгівлю людьми (англ. Trafficking in Persons Report) Управління з моніторингу та боротьби з торгівлею людьми Державного департаменту США, уряд Бахрейну докладає значних зусиль у боротьбі з явищем примусової праці, сексуальної експлуатації, незаконною торгівлею внутрішніми органами, але не повною мірою, країна перебуває у списку спостереження другого рівня.

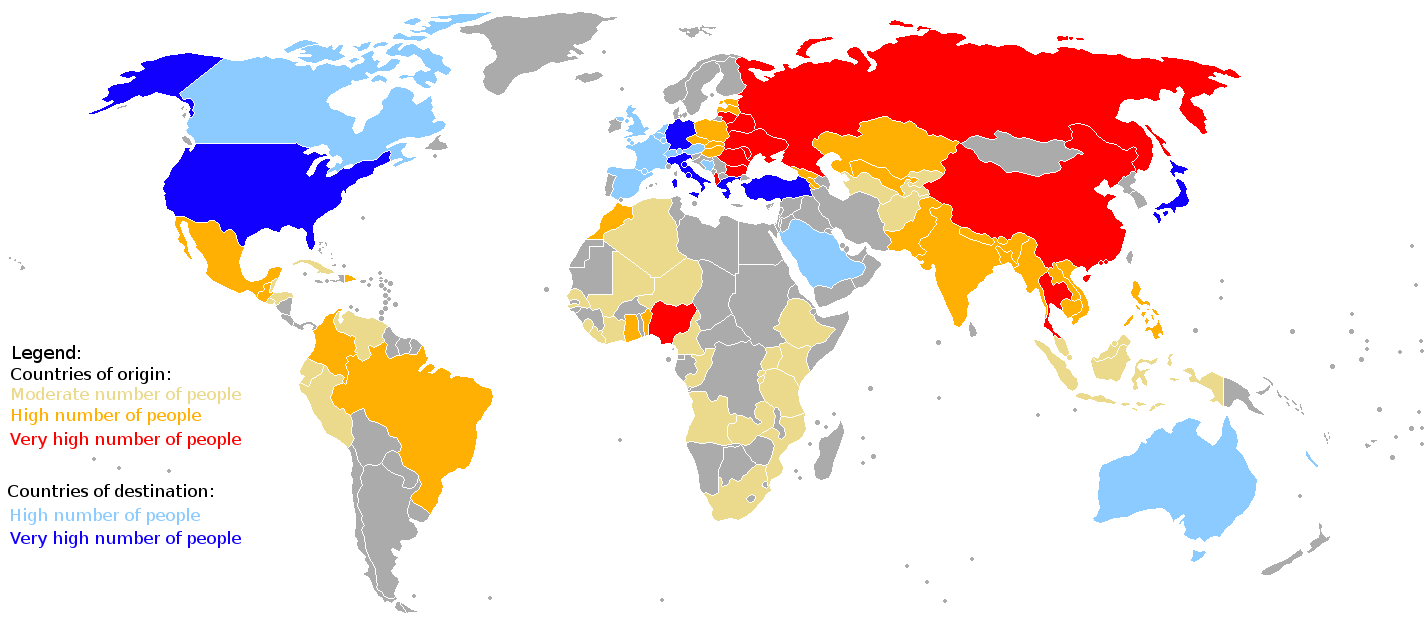
Країни-донори (червоний) і країни-реципієнти кримінальних потоків (англ.)
Глобальна боротьба з торгівлею людьми (англ.)

## Гендерний стан
Статеве співвідношення (оцінка 2015 року):
- при народженні — 1,03 особи чоловічої статі на 1 особу жіночої;
- у віці до 14 років — 1,03 особи чоловічої статі на 1 особу жіночої;
- у віці 15—24 років — 1,29 особи чоловічої статі на 1 особу жіночої;
- у віці 25—54 років — 1,89 особи чоловічої статі на 1 особу жіночої;
- у віці 55—64 років — 1,84 особи чоловічої статі на 1 особу жіночої;
- у віці за 64 роки — 0,95 особи чоловічої статі на 1 особу жіночої;
- загалом — 1,54 особи чоловічої статі на 1 особу жіночої[1].

## Демографічні дослідження
Демографічні дослідження в країні ведуться рядом державних і наукових установ:

### Українською
- Атлас. 10—11 клас. Економічна і соціальна географія світу / упорядники :  О. Я. Скуратович, Н. І. Чанцева. — К. : ДНВП «Картографія», 2010. — ISBN 978-966-475-639-3.
- Атлас світу / голов. ред. І. С. Руденко ; зав. ред. В. В. Радченко ; відп. ред. О. В. Вакуленко. — К. : ДНВП «Картографія», 2005. — 336 с. — ISBN 9666315467.
- Безуглий В. В. Економічна і соціальна географія зарубіжних країн : Навчальний посібник. — К. : ВЦ «Академія», 2007. — 704 с. — ISBN 978-966-580-239-6.
- Безуглий В. В., Козинець С. В. Регіональна економічна і соціальна географія світу : Навчальний посібник. — видання 2-ге, доп., перероб. — К. : ВЦ «Академія», 2007. — 688 с. — ISBN 966-580-144-9.
- Головченко В. І., Кравчук О. Країнознавство: Азія, Африка, Латинська Америка, Австралія і Океанія. — К., 2006. — 335 с. — ISBN 966-8939-04-2.
- Гудзеляк І. І. Географія населення: Навчальний посібник / І. Гудзеляк. — Л. : Видавничий центр ЛНУ імені Івана Франка, 2008. — 232 с. — ISBN 978-966-613-599-8.
- Дахно І. І. Країни світу: Енциклопедичний довідник / І. І. Дахно, С. М. Тимофієв. — К. : Мапа, 2011. — 606 с. — (Бібліотека нового українця) — ISBN 978-966-8804-23-6.
- Дахно І. І. Економічна географія зарубіжних країн : навчальний посібник. — К. : Центр учбової літератури, 2014. — 319 с. — ISBN 978-611-01-0682-5.
- Джаман В. О. Регіональні системи розселення: демографічні аспекти. — Чернівці : Рута, 2003. — 392 с. — ISBN 9665685988.
- Дорошенко Л. С. Демографія: Навчальний посібник. — К. : МАУП, 2005. — 112 с. — ISBN 966-608-442-2.
- Дубович І. А. Країнознавчий словник-довідник. — 5-те вид., перероб. і доп. — К. : Знання, 2008. — 839 с. — ISBN 978-966-346-330-8.
- Економічна і соціальна географія країн світу. Навчальний посібник / За ред. Кузика С. П. — Л. : Світ, 2002. — 672 с. — ISBN 966-603-178-7.
- Загальна медична географія світу / В. О. Шевченко [та ін.] — К. : [б.в.], 1998. — 178 с.
- Ігнатьєв П. М. Країнознавство: Країни Азії. — Ч. : Книги-XXI, 2004. — 383 с. — ISBN 966-8029-53-4.
- Книш М. М., Мамчур О. І. Регіональна економічна і соціальна географія світу (Латинська Америка та Карибські країни, Африка, Азія, Океанія) : навч. посіб. — Л. : ЛНУ ім. Івана Франка, 2013. — 368 с. — ISBN 978-617-10-0007-0.
- Крисаченко В. С. Динаміка населення: Популяційні, етнічні та глобальні виміри. — К. : Видавництво Національного інституту стратегічних досліджень, 2005. — 368 с. — ISBN 966-554-083-1.
- Любіцева О. О., Мезенцев К. В., Павлов С. В. Географія релігій. — К. : АртЕК, 1999. — 504 с. — ISBN 966-505-006-0.
- Масляк П. О. Країнознавство. — К. : Знання, 2007. — 292 с. — (Вища освіта XXI століття)
- Масляк П. О., Дахно І. І. Економічна і соціальна географія світу / П. О. Масляк, І. І. Дахно ; за ред. П. О. Масляка. — К. : Вежа, 2003. — 280 с. — ISBN 966-7091-53-8.

### Російською
- (рос.) Бахрейн // Демографический энциклопедический словарь / главн. ред. Валентей Д. И. — М. : Советская энциклопедия, 1985. — 608 с.
- (рос.) Бахрейн // Страны и народы. Зарубежная Азия. Общий обзор. Юго-Западная Азия / Редкол. : Н. И. Прошин (отв. ред.), И. А. Дементьев и др. — М. : «Мысль», 1979. — 381 с. — (Страны и народы) — 180 тис. прим.
- (рос.) Атлас народов мира / Отв. ред. С. И. Брук и В. С. Апенченко. — М. : ГУГК ГГК СССР и Институт этнографии им. Н. Н. Миклухо-Маклая АН СССР, 1964. — 185 с. — 20 тис. прим.
- (рос.) Численность и расселение народов мира. Этнографические очерки / под ред. С. И. Брука. — М. : Издательство АН СССР, 1962. — 487 с.
- (рос.) Лаппо Г. М. География городов: Учебное пособие для географических факультетов вузов. — М. : Туманит, изд. центр ВЛАДОС, 1997. — 476 с. — ISBN 5-691-00047-0.
- (рос.) Ягельский А. География населения. — М. : Прогресс, 1980. — 383 с.